# Глебов, Олег Викторович
Олег Викторович Глебов; (род. 12 января 1973, Москва) — советский и российский хоккейный вратарь.

## Биография
Воспитанник хоккейной школы московского «Динамо». В 1990 году дебютировал за дубль «Динамо» в третьей лиге СССР. В 1993 году стал чемпионом России в составе «Динамо», провёл один матч. С 1994 по 1996 год играл во второй лиге за команду «Коминефть» из Нижнего Одеса. С 1997 по 1999 год в составе команды высшей лиги «Нефтехимик», в середине сезона 1998/99 перешёл в череповецкую «Северсталь».
Сезон 1999/00 отыграл за новокузнецкий «Металлург». В 2001 году присоединился к команде второй лиги «Крылья Советов», вместе с которой в следующем сезоне поднялся в элиту. Выступал за неё до 2003 года. С 2003 по 2005 год выступал в двух сезонах за московский «Спартак», после чего завершил карьеру игрока.
В 2017 году был тренером команды «Капитан» Ступино. Тренер в молодёжном клубе «Русские витязи».